# Petre Marin
Petre Marin, apodado Jair, es un exfutbolista rumano, nacido el 8 de septiembre de 1973 en Bucarest. Su posición natural es lateral derecho e izquierdo. Su último equipo fue el Concordia Chiajna, en el que se retiró en 2012.

## Carrera
Marín, hizo su debut profesional en 1993, cuando fue firmado por Sportul Studenţesc de Bucarest. En 1995 se une a FC Nacional de Bucarest, donde permanece hasta 2004, año en el que firmó para el Steaua. Durante el año de la temporada 2000 - 01, estando en contrato con el FC Nacional de Bucarest, fue cedido al Rapid Bucarest. Se incorporó a Steaua en 2004 a cambio de un precio de 40.000 € y rápidamente se ganó un lugar en el once titular.

## Clubes
| Club                 | País    | Año       |
| -------------------- | ------- | --------- |
| Sportul Studenţesc   | Rumania | 1993-1995 |
| Nacional de Bucarest | Rumania | 1995-2001 |
| Rapid Bucarest       | Rumania | 2001-2001 |
| Nacional de Bucarest | Rumania | 2001-2004 |
| Steaua Bucarest      | Rumania | 2004-2010 |
| FC Unirea Urziceni   | Rumania | 2010      |
| Concordia Chiajna    | Rumania | 2011-2012 |